# Ardetosaurus
Ardetosaurus („hořící ještěr“) byl rod velkého sauropodního dinosaura z podčeledi Diplodocinae, blízce příbuzného severoamerickým rodům Diplodocus, Supersaurus nebo Barosaurus. Žil v období pozdní jury (geologický věk kimmeridž, asi před 150,4 až 149,2 milionu let) a typový exemplář tohoto druhu byl objeven na území amerického Wyomingu (Bighornská pánev, lokalita Howe-Stephens Quarry).

## Historie objevu
Ardetosaurus se vyskytoval téměř na konci období jury, před asi 150 miliony let, a to na západě Severní Ameriky. Jeho fosilie byly objeveny v létě roku 1993 v sedimentech proslulého geologického souvrství Morrison. Fosilie se později dostaly do Evropy a dlouhou dobu byly považovány za pozůstatky rodu Diplodocus. Formálně byly popsány v roce 2024 jako nový rod a druh sauropodního dinosaura Ardetosaurus viator. Rodové jméno („hořící ještěr“) souvisí s požárem v instituci Dinosaurier Freilichtmuseum v Münchehagenu, kde byly fosilie roku 2003 na preparaci. Druhové jméno viator („cestovatel“) zase souvisí s dlouhou cestou, kterou severoamerický dinosaurus urazil až do svého aktuálního umístění v holandském Oertijdmuseum.

## Popis

Ardetosaurus - velikostní porovnání s člověkem.

Ardetosaurus byl relativně štíhle stavěný diplodokidní sauropod, podobný příbuzným rodům Diplodocus, Kaatedocus nebo Galeamopus. Jeho stehenní kost je dlouhá 130 cm a holenní kost 91,5 cm. Celkově je tedy možné jeho rozměry přirovnat k rozměrům subadultního (ještě plně nedorostlého) jedince rodu Galeamopus, u kterého je při stehenní kosti dlouhé 116 cm a holenní kosti dlouhé 84,5 cm celková délka odhadována zhruba na 18,2 metru. Histologický rozbor žebra ardetosaura ukázal, že se jednalo o plně dorostlého jedince, který rostl asi do svých 22 let, pohlavní dospělosti pak dosáhl ve 13 letech a plné „kosterní dospělosti“ v 17 letech.